# Spanningzoeker
Een spanningzoeker is gereedschap om een elektrische spanning op te sporen.

## Eenpolige spanningzoeker

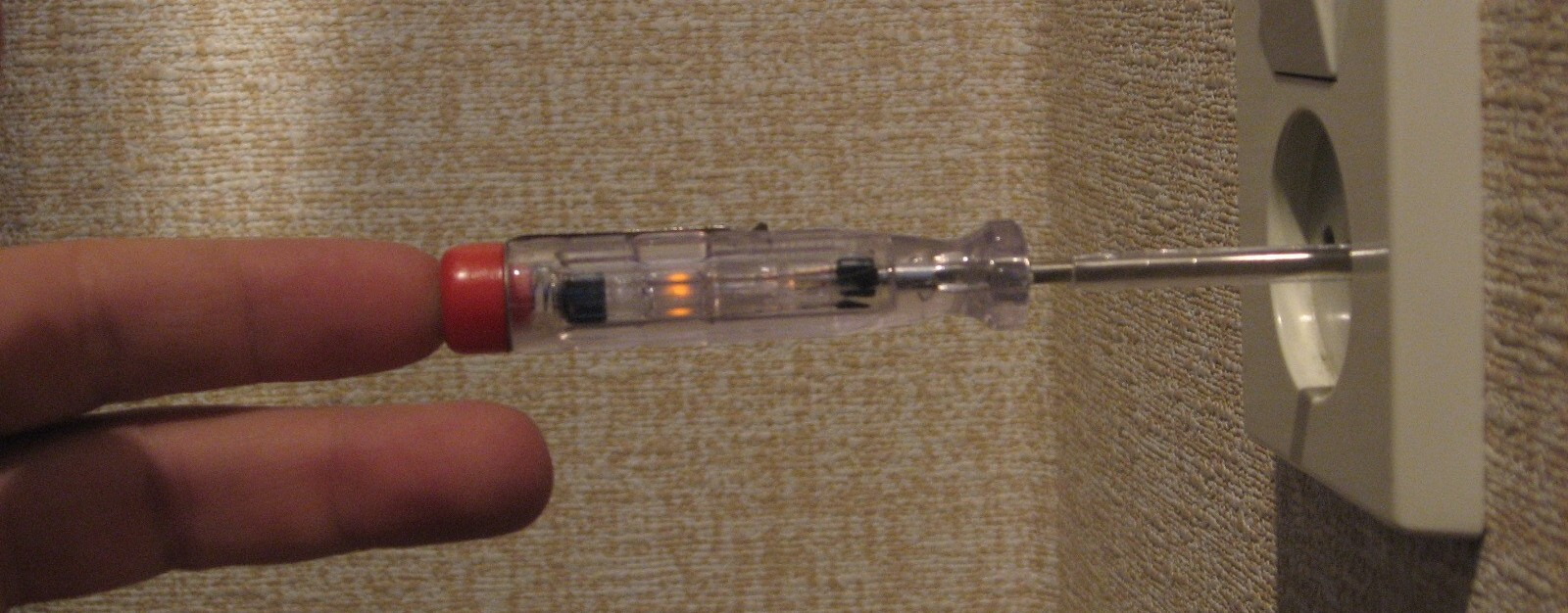
Een eenpolige spanningzoeker, type fittingschroevendraaier met neonlampje

Dit type spanningzoeker is een eenvoudig en goedkoop hulpmiddel om de aanwezigheid van een wisselspanning tussen 110 en 240 V vast te stellen. Hij wordt vaak toegepast als fasetester bij werkzaamheden aan lichtnetinstallaties. De spanningzoeker is in de regel uitgevoerd als een (kleine) schroevendraaier voorzien van een doorzichtig heft, waarin zich een neonlampje en een hoogohmige weerstand bevinden. Wordt de punt van de spanningzoeker in contact gebracht met een spanningvoerend deel terwijl men een vinger op het metalen contactplaatje op het uiteinde van het heft houdt, dan zal het lampje gaan branden. Om veiligheidsredenen loopt de isolatie van het heft door tot aan de punt van de schroevendraaier.
De stroom loopt, behalve door het lampje en de weerstand, ook door het lichaam van de gebruiker. Het lichaam fungeert hierbij als een geleider naar de voeten, die een condensatorplaat vormt met de vloer, die op nul niveau is, mits geen houten vloer of houten trap, die een zwakker of bijna niet oplichtend neonlampje tot gevolg heeft. De weerstand begrenst de grootst mogelijke stroom tot circa 0,1 mA. Deze geringe stroomsterkte is, zelfs met blote voeten op een natte metalen vloer, onvoelbaar en ongevaarlijk. Deze stroom kan wel gevoeld worden indien het metalen schroevedraaierplaatje met de bovenkant van de hand aangeraakt wordt.
Het niet zien branden van het neonlampje is geen garantie dat een geleider spanningsloos is. Het neonlicht kan te zwak zijn ten opzichte van het omgevingslicht, of te zwak door een te grote overgangsweerstand tussen de vinger en contactplaatje. Het is daarom aan te bevelen de spanningzoeker voor gebruik even te testen op een wandcontactdoos waar spanning op staat.
Bij professioneel gebruik is toepassing van de eenpolige spanningzoeker niet toegestaan, daar deze onvoldoende betrouwbaar wordt geacht. De NEN 3140 - de Nederlandse norm voor veilige bedrijfsvoering van werkzaamheden aan elektrische installaties - schrijft dan ook voor dat het aantonen van spanningafwezigheid dient te gebeuren door middel van tweepolige meting.
Bij het werken aan elektriciteit is het verstandig veiligheidsschoenen te dragen, geen metalen delen in de buurt te hebben of deze af te dekken, en met voorkeur met één arm werken. Zich isoleren met behulp van een houten trap is ook verstandig. Zelfs een kleine stroom door je hart kan fataal zijn, en ook het verkrampen van de spieren bij stroomgeleiding is gevaarlijk. Het aanraken van de fase hoeft geen probleem te zijn zolang er geen stroom door het lichaam naar aarde loopt; een vogel kan ook rustig op een hoogspanningskabel zitten. Bij het werken aan de hoogspanningsdraden vanuit de helikopter heeft een persoon een metalen pak aan en wordt de helikopter vereffend aan de 10 kV kabel.

## Tweepolige spanningzoeker

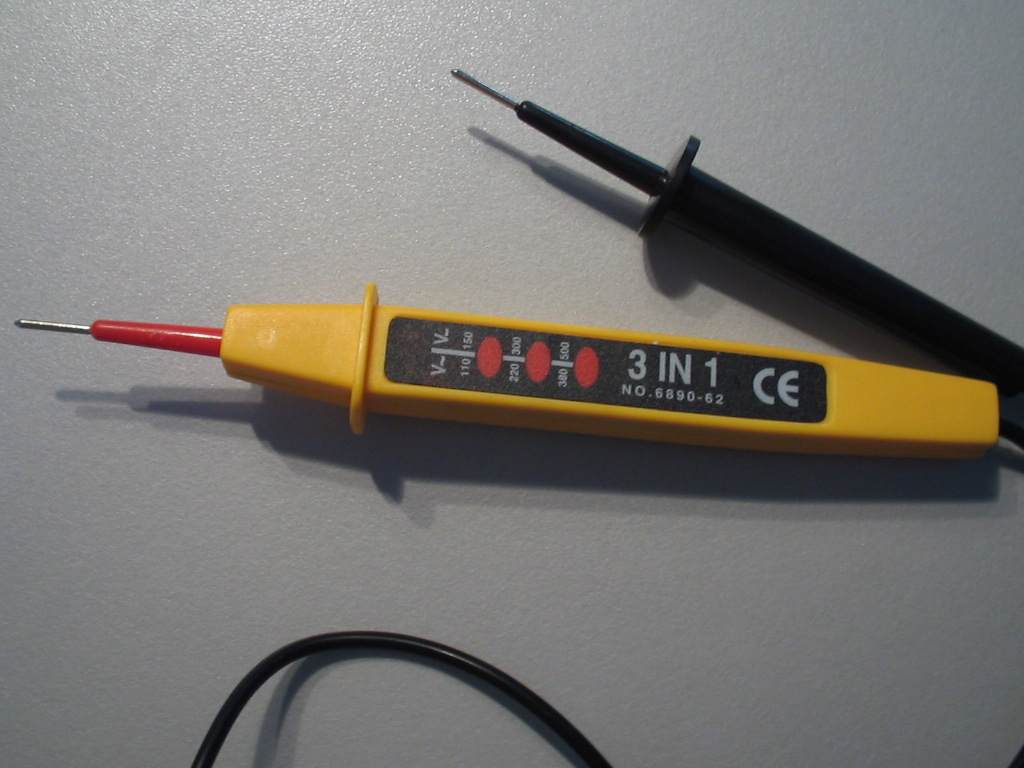
Een tweepolige spanningzoeker

De tweepolige spanningzoeker - ook wel bekend onder het geregistreerde handelsmerk 'duspol' - heeft twee meetpennen die verbonden zijn met een soepel snoer. De handgreep van de ene pen is groter dan de ander en bevat een spanningsindicatie, meestal bestaande uit leds, maar het kan ook een eenvoudige analoge of digitale voltmeter zijn.
Bij metingen aan een wandcontactdoos voorzien van een aardcontact, kunnen eerst de beide spanningvoerende contactpolen worden gecontroleerd. Door vervolgens deze contactpolen beurtelings op de aarde te meten is te bepalen welke de fase voert en welke de nul. Doordat de spanningzoeker stroom trekt, zal bij het meten tussen de fase en aarde een lekstroom gaan lopen, waardoor bij een goed werkende installatie, een aanwezige aardlekschakelaar aanspreekt en de spanninglevering wordt afgebroken. Sommige tweepolige spanningzoekers hebben daarom een testfunctie met een hoge impedantie om deze lekstromen te onderdrukken.
Het meetbereik bij dit type spanningzoeker kan verschillen maar is vaak zo'n 6 tot 400 V. Hij is geschikt voor zowel gelijkspanning als wisselspanning.

## Contactloze spanningzoeker

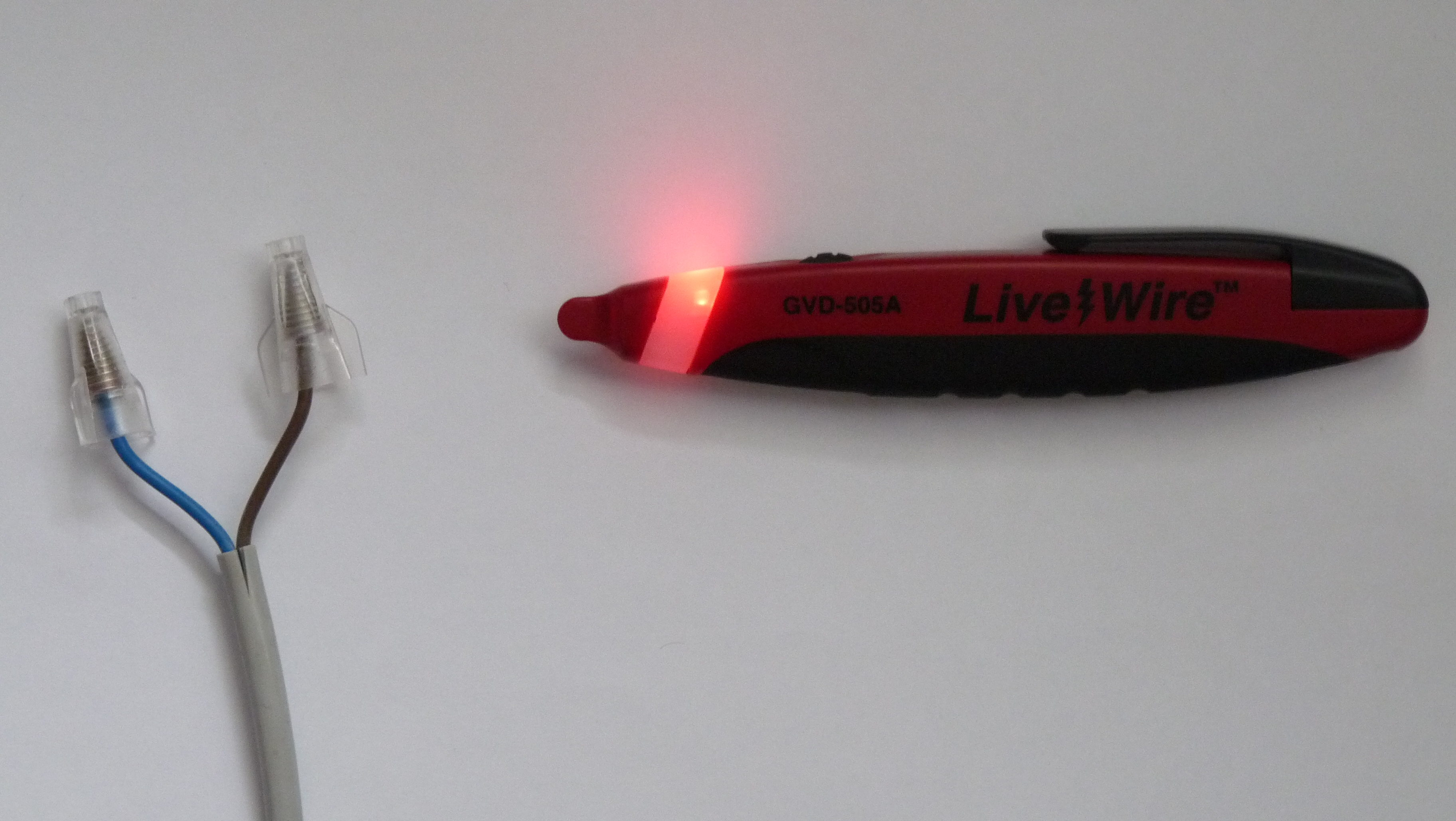
Contactloze spanningzoeker

Een contactloze spanningzoeker detecteert door middel van een sensor de elektrische veldsterkte om een spanningvoerende geleider. Hij is alleen geschikt voor het opsporen van een wisselspanning. Het meetbereik kan verschillen maar is doorgaans van 100 tot 1000 volt. Voor het detecteren van spanning hoeft geen contact met een blanke geleider te worden gemaakt. Het is voldoende om de tip van de spanningzoeker in de nabijheid van een contactstrip, contactdoos of stroomdraad te brengen. Het werkt zelfs met een geïsoleerde draad, hierdoor kunnen onderbrekingen vaak eenvoudig opgespoord worden. De signalering van een spanning gebeurt optisch door middel van een led, daarnaast is er dikwijls een akoestische signalering met een pieptoon. De voedingsspanning voor de in de spanningzoeker aanwezige elektronica wordt in de regel verzorgd door twee potloodbatterijen (AAA).

## Zwakstroomspanningzoeker

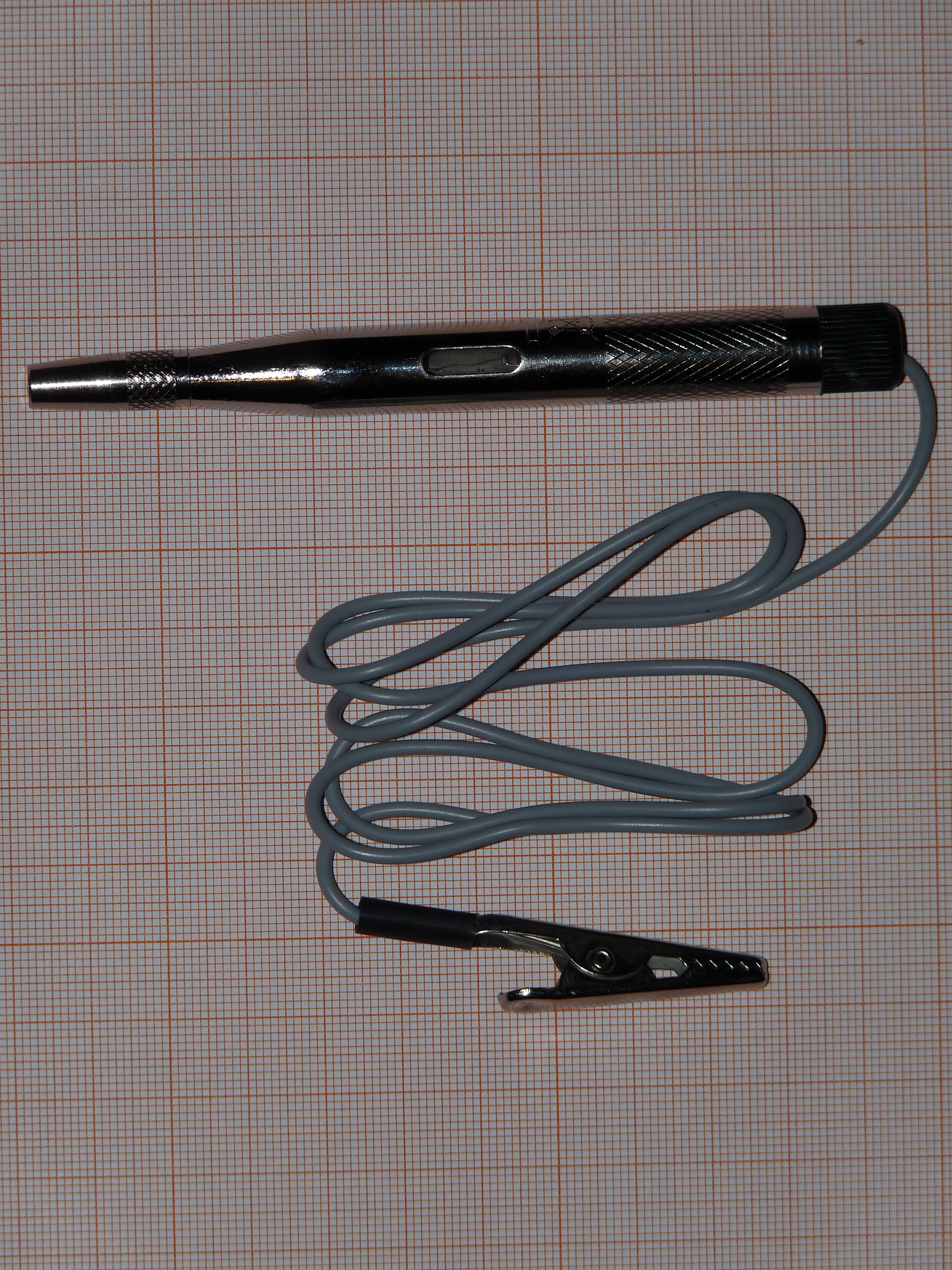
Zwakstroomspanningzoeker

Deze vaak geheel metalen spanningzoeker kan gebruikt worden voor het testen van elektrische bedrading in voertuigen. Hij is voorzien van een scherpe, stalen tastnaald om door de isolatie van de te meten bedrading heen te prikken. Verder heeft hij een draad met een krokodillenbekje voor verbinding met de (voertuig)massa. De meeste modellen zijn voorzien van een gloeilampje en geschikt voor wissel- en gelijkspanningen tussen 6 en 24 volt.